# Fazlı Kocabaş
Fazlı Kocabaş (* 1. Januar 1990 in Brüssel) ist ein belgisch-türkischer Fußballspieler.

## Karriere

### Verein
Kocabaş kam als Sohn türkischstämmiger Eltern im belgischen Brüssel auf die Welt. Im Alter von 11 Jahren begann er in Wallonisch Brabant mit dem Vereinsfußball in der Jugendabteilung des Racing Jet Wavre. Im Sommer 2005 verließ er nach fünf Jahren den Verein und wechselte in die C-Jugend des Standard Lüttich. 2008 bekam er, nachdem er in 4 Jahren die C bis A-Jugend bei Standard Lüttich durchlaufen hatte, seinen ersten Profivertrag. Hier blieb er eine Saison ohne Pflichtspieleinsatz und wechselte anschließend innerhalb der Liga zu KAS Eupen. Bei Eupen etablierte er sich innerhalb zwei Jahre zum Stammspieler.
Im Sommer 2013 wechselte er in die türkische Süper Lig zum Aufsteiger Kayseri Erciyesspor. Zusammen mit seinem Teamkollegen Hüseyin Kala wechselte er zur Saison 2014/15 zum Zweitligisten Adana Demirspor und spielte für diesen eine Saison lang.
Nach Ablauf dieses Vertrages nach der Saison 2014/15 war Kocabaş zunächst ohne Vertrag, bevor er Ende September 2015 vom belgischen Zweitdivisionär Royale Union Saint-Gilloise für den Rest der Saison verpflichtet wurde. In der nächsten Saison unterschrieb er einen Vertrag bei Oud-Heverlee Löwen. Dieser Verein war gerade in die 2. Division abgestiegen. 
Erneut war er nach Ablauf dieses Vertrages ohne Verein. In der Rückrunde der Saison 2017/18 spielte er bei Royal Wallonia Walhain, einem Verein in der 2. Division der Amateure. Ab der Saison 2018/19 hatte er einen Vertrag über zwei Jahre mit Verlängerungsoption für eine weitere Saison beim KSV Roeselare, einem Verein aus der 2. Division Belgiens. Allerdings wurde dieser Vertrag im Sommer 2019 einvernehmlich aufgelöst.
Ab der Saison 2019/20 stand er bei Zweitligist Swift Hesperingen in Luxemburg unter Vertrag. Aber er wurde sofort für ein Jahr weiter an Royal Excelsior Virton verliehen. Dort absolvierte er nur zwei Ligaspiele und wechselte dann im Sommer 2020 in den heimischen Amateurbereich.

### Nationalmannschaft
Kocabaş Nationalmannschaftskarriere begann 2005 in der belgischen U-15-Nationalmannschaft. Des Weiteren spielte Kocabaş am 12. Oktober 2010 einmal für die Belgische U-21-Nationalmannschaft gegen die Türkei (1:4).